# Тацуми, Ёсихиро
Ёсихиро Тацуми (яп. 辰巳 ヨシヒロ Тацуми Ёсихиро, ромадзи: Tatsumi Yoshihiro); 10 июня 1935 — 7 марта 2015) — мангака, известный как автор манги для взрослых и создатель термина «гэкига», оказавший влияние на целое поколение японских авторов. Он завоевал награду Ассоциации японских аниматоров в 1972 году и несколько премий международных фестивалей, в частности, Festival International de la Bande Dessinée d'Angoulême (2005), Comic-Con (2006), Eisner Award (2010). В своих произведениях Тацуми поднимает темы изоляции, самоидентификации человека, проблемы рабочего класса и людей из социальных низов. 
Наиболее известна двухтомная автобиографическая манга Gekiga Hyouryuu, изданная в 2008 году. Она была опубликована издательством Seirinkogeisha в двух томах: Gekiga Hyouryuu Jouge (яп. 劇画漂流 上巻) и Gekiga Hyouryuu Gekan (яп. 劇画漂流 下巻). В этой работе Тацуми повествует о собственном детстве и карьерном росте в 1945—1960 годах. Она получила множество наград, включая Культурную премию Осаму Тэдзуки (2009).

## Биография
Тацуми родился в Осаке в бедной семье, в которой, кроме него, было трое детей. Он с юных лет рисовал комиксы, отправляя их на различные конкурсы. Поступил в Киотский художественный университет, который был вынужден бросить по финансовым обстоятельствам. В средней школе и старших классах он рисовал ёнкомы на открытках и отправлял в издательства по всему городу. Однажды, когда Тацуми был в 9 классе, к нему пришел репортёр из газеты, желавшей опубликовать о нём статью. Тацуми упомянул, что восхищается мангакой Осаму Тэдзукой, тогда репортёр предложил их познакомить. Это событие отражено в Gekiga Hyouryuu.
Однако Тацуми не следовал эстетическим принципам, заложенным Осаму Тэдзукой, согласно которым манга была ориентирована, в основном, на детскую аудиторию и имела ограниченную эмоциональную и интеллектуальную палитру. Вместе с группой авторов в конце 1950-х годов он начал рисовать так называемую «гэкигу» — мрачные, более реалистичные комиксы, зачастую изобилующие сценами насилия. Его вдохновляло реалистичное американское и японское кино. В интервью автор рассказывал, что хотел отразить печаль и злость, поселившуюся в людях в нищее послевоенное время: «Япония становилась богатой страной, но для людей вокруг меня ничего не менялось. Нечестность политиков и общая политическая ситуация в мире, — что бы ни происходило, никаких изменений не было». Тацуми поясняет, что хотел выразить протест против такого мира. В 1958 году Ёсихиро Тацуми, Такао Сайто, Сато Масаки, Исикава Фумиясу, Синдзи Нагасима и ряд других художников отправили Тэдзуке письмо с приглашением в «Студию гэкиги» (яп. 劇画工房 гэкига ко:бо) и предложением поддержать новое движение. Тэдзука, однако, называл гэкигу «антимангой» и относился к ней резко отрицательно, хотя впоследствии сам стал рисовать в похожем стиле, попав под влияние популярного течения. 
Долгое время работы Тацуми не пользовались популярностью, поэтому напечатать очередную мангу в журнале было достаточно трудно. Кроме того, он не мог содержать достаточное количество ассистентов, необходимых для плодотворной работы. В конечном итоге, Тацуми их вообще уволил и с тех пор работал самостоятельно. 
Идеи для манги автор заимствовал из новостей, смотрел телевизор, выбирая что-то интересное, из чего может впоследствии получиться хорошая история: «Идеи просто остаются в моей голове, и я создаю из них новые истории». Он добавлял: «Я стараюсь написать обо всем, что происходит в Японии».
Умер 7 марта 2015 года в Токио.

## Манга

### Тематика
Персонажами Ёсихиро Тацуми становятся фотограф, вызвавший широкий общественный резонанс; выходящий на пенсию саларимен, не способный заполнить пустоту в своей жизни и всеми игнорируемый; проститутка, которая зарабатывает в оккупационном лагере американских войск в период после Второй мировой войны; молодой трансвестит; мужчина, страдающий от проблем с потенцией; безработный инвалид; автомеханик, одержимый популярной телевизионной ведущей; донор спермы; подающий надежды молодой писатель. В одной из историй, нарисованной Тацуми для японского журнала Playboy, упоминается атомная бомбардировка Хиросимы.
В однотомной Kuroi Fubuki (яп. 黒い吹雪 «Чёрный буран», 1956), первой крупной работе Тацуми и одном из первых произведений в стиле гэкиги, рассказывается история молодого пианиста, который осуждён за убийство. В поезде, транспортирующем преступников в тюрьму, главного героя наручниками приковывают к другому преступнику. Воспользовавшись тем, что на поезд обрушилась снежная лавина, они сбегают и прячутся в горах.
На западе (в США, Италии, Франции) ранняя манга Тацуми издавалась сериями: The Push Man and Other Stories включает шестнадцать коротких работ Тацуми, созданных в 1969 году. Главными действующими лицами являются горожане, выходцы из рабочего класса, мучимые одиночеством, чувством отверженности, бедностью и мизантропией. Abandon the Old in Tokyo (яп. 東京うばすて山 То:кё: убасутэ яма) со вступительным словом Кодзи Судзуки содержит восемь небольших работ, нарисованных в 1970-м году. Девять короткий историй, созданных автором между 1971 и 1972 годом, были изданы единым томом под названием Good-Bye.

### Bukkyou Comics
Современный исследователь буддизма и писатель Хиро Сатия выпустил большое количество манги, в популярной форме представляющей историю и учение буддизма. Его крупнейшая серия манги называется «Буддистские комиксы Хиро Сатии» (яп. ひろさちやの仏教コミックス Хиро Сатия но буккё: комиккусу).
Тацуми нарисовал следующую мангу по сценарию Сатии:
- Shugendo no hanashi / 修験道のはなし (1990)[21]
- Daruma daishi zen o tsutae tasou / ダルマ大師禅を伝えた僧 (1991)
- Dainichinyorai uchuu no hotoke / 大日如来宇宙のほとけ (1992)
- Mikkyo no hanashi / 密教のはなし (1994)[21]
- Saichou no shougai / 最澄の生涯 (1994)
- Eisai no shougai / 栄西の生涯 (1995)
- Kukai no uchu / 空海の宇宙 (1996)[21]
- Kangiten aiyoku no kami / 歓喜天愛欲の神 (1997)
- Manga bukkyou gojiten / まんが仏教語辞典 (1997)[22]

### Список работ
| - Gekiga daigaku / 劇画大学 (1968) - / 人喰魚 (1970) - Antadareya? / あんた誰や? (1971) - Gunshuu no buruusu / 群集のブルース (1971) - Jinsei nasubi / 人生なすび (1971) - Nagai nagai natsu / 長い長い夏 (1971) - Otoko ichi hatsu / 男一発 (1972) - Zenimesu 1—3 / 銭牝 1 - 3 (1975) - Benisuri daisharin shoubu / 紅摺大車輪勝負 (1975) - Torisou / 鳥葬 (1976) - Koppu no naka no taiyou / コップの中の太陽 (1976) - Kodomo ma yoi manga ichi nensei / こどもじま よいまんが一年生 (1976) - Goenaki mokugekisha / 声なき目撃者 (1976) - Toruko yarou / トルコ野郎 (1978) | - Teppen oreiji 1—2 / てっぺん○次 1 - 2 (1978) - Kenshou ookami 1—3 / 懸賞狼 1 - 3 (1980) - Jigoku no gundan 1—6 / 地獄の軍団 1 - 6 (1982) - SF modoki / SFもどき (1983) - Manga de wakaru kaigai ryokou toraberu toraburu / まんがでわかる海外旅行トラベル・トラブル (1989) - Kawaita kisetsu 1—2 / 乾いた季節 1 - 2 (1990) - Saishin! Manga de wakaru keihou / 最新!まんがでわかる刑法 (1994) - Daihakken / 大発見 (2002) - Daihakkutsu / 大発掘 (2003) - Gekiga hyouryuu jouge / 劇画漂流 上下 (2008) - Gekiga hyouryuu gekan / 劇画漂流 下巻 (2008) - Gekiga yoseshiba hama / 劇画寄席 芝浜 (2009) - Gekiga kurashi / 劇画暮らし] (2010) |